# Na Ying
Na Ying (chino: 那英, pinyin: Nā Yīng, Shenyang, 27 de noviembre de 1967) es una cantante china, también conocida como Natasha Na. Aunque ella nació en Shenyang, provincia de Liaoning, China, pertenece a la etnia manchú, y proviene de la tribu Yehe Nara. Ella es considerada una de las mejores y más famosas cantantes femeninas en la industria de la música china.

## Carrera
Actualmente es considerada como una de las mejores cantantes chinas del momento. 
Participó en la ceremonia de la inauguración de los Juegos Olímpicos de Beijing 2008, interpretando el tela musical "Beijing Huanying Ni", junto con docenas de otros artistas chinos y diversas regiones adyacentes, también se presentó en la ceremonia de clausura de los Juegos Olímpicos de Beijing.

## Discografía
- 1994: Wèi nǐ zhāo sī mù xiǎng (Soñando contigo)
- 1995: Báitiān bù dǒng yè de hē (El día no conoce a la noche)
- 1998: Zhēngfú (Conquista)
- 1999: Gāncuì (Totalmente)
- 2000: Xīnsuān de làngmàn (Romántico y triste)
- 2001: Wǒ bùshì tiānshǐ (No soy un ángel)
- 2002: Rújīn… (Hoy en día)
- 2011: Nà yòu zěnyàng… (Entonces ¿Que?)

## Filmografía

### Programas de variedades
| Año  | Programa          | Notas          |
| ---- | ----------------- | -------------- |
| 2019 | Sing China S4     | entrenadora    |
| 2016 | Hurry Up, Brother | episodio #4.09 |

## Premios
- MTV Asia Awards, "China continental Artista Favorita" (2002)
- Golden Melody Awards, "Mejor hembra mandarín" (2001 - La amarguraforRomantic)